# 알라디스투라
알라디스투라(피에몬테어 및 프랑코프로방스어: Ala)는 이탈리아 피에몬테주의 토리노 광역시에 있는 코무네로, 토리노에서 북서쪽으로 약 40 킬로미터 (25 mi) 떨어진 란초 계곡 중 하나에 위치한다.
알라디스투라는 다음 코무네들과 경계를 이룬다: 그로스카발로, 키알람베르토, 체레스, 발메, 메체닐레, 레미에.